# Ludum Dare

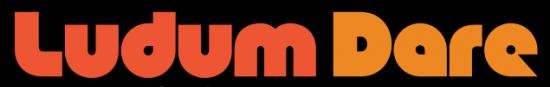

Ludum Dare (från Latin "Att ge spel") är en tävling där man skapar ett datorspel under loppet av 48 timmar. Tävlingen startades av Geoff Howland 2002.

## Tävlingen
Varje deltagare får 48 timmar på sig att skapa ett spel från grunden. Vid tävlingens start ges ett tema som spelet bör följa. Allt material som källkod, grafik, ljud och musik måste skapas under tiden som tävlingen pågår. Man utvecklar enskilt och får inte ta direkt hjälp av andra. Källkod som skapats måste skickas till arrangörerna som "bevis" för att man endast utvecklat under tävlingens gång. Efter att tävlingen har avslutats får man tre veckor på sig att spela de övriga deltagarnas spel och avge betyg. Vinnarna får inga pengar utan endast äran.
Det finns även en "JAM"-variant där man tillåts vara flera som samarbetar, tidskravet är 72 timmar och reglerna är inte lika strikta.
Mellan de stora tävlingarna anordnas även Mini Ludum Dare med samma regler som huvudtävlingen, men där man inte är så noga med tidskravet på 48 timmar.

## Resultat
| Nr   | Månad         | Tema                                   | Deltagare | Deltagare  | Compo Vinnare                | Compo Vinnare                           | Jam vinnare                                                                                    | Jam vinnare                                     | Ref.                    |
| Nr   | Månad         | Tema                                   | Anmälda   | Inskickade | Utvecklare                   | Spel                                    | Utvecklare                                                                                     | Spel                                            | Ref.                    |
| ---- | ------------- | -------------------------------------- | --------- | ---------- | ---------------------------- | --------------------------------------- | ---------------------------------------------------------------------------------------------- | ----------------------------------------------- | ----------------------- |
| 0†   | April 2002    | Indirect interaction                   |           | 18         | Endurion                     | Magnetic Fields                         |                                                                                                |                                                 |                         |
| 1    | Juli 2002     | Guardian                               | 136       | 46         | Hamumu                       | Scarecrow: Heart of Straw               |                                                                                                |                                                 |                         |
| 2    | November 2002 | Construction/destruction (sheep)       | 116       | 49         | ShredWheat                   | Sheep Town                              |                                                                                                |                                                 |                         |
| 3    | April 2003    | Preparation – Set it up, let it go     | 84        |            |                              |                                         |                                                                                                |                                                 |                         |
| 4    | April 2004    | Infection                              | 341       | 66         | randomnine                   | Commies!                                |                                                                                                |                                                 |                         |
| 5    | Oktober 2004  | Random                                 | 93        |            | Jolle                        | Random Dungeon Exploration              |                                                                                                |                                                 |                         |
| 6    | April 2005    | Light and darkness                     | 143       | 52         | Jolle                        | Uplighter                               |                                                                                                |                                                 |                         |
| 7    | December 2005 | Growth                                 |           | 27         | Jolle                        | The People                              |                                                                                                |                                                 |                         |
| 8    | April 2006    | Swarms                                 | 150       | 66         |                              |                                         |                                                                                                |                                                 |                         |
| 8.5† | Januari 2007  | Moon/anti-text                         |           |            |                              |                                         |                                                                                                |                                                 |                         |
| 9    | April 2007    | Build the level you play               |           |            | DrPetter                     | Spatzap aka N/A                         |                                                                                                |                                                 |                         |
| 10   | December 2007 | Chain reaction                         | 158       | 51         | Hamumu                       | Short Fuse                              |                                                                                                |                                                 |                         |
| 10.5 | Februari 2008 | Weird/unexpected/surprise              |           |            |                              |                                         |                                                                                                |                                                 |                         |
| 11   | April 2008    | Minimalist                             |           | 71         | mrfun/SethR                  | Strong AI                               |                                                                                                |                                                 |                         |
| 12   | Augusti 2008  | The tower                              |           | 57         | Hamumu                       | Rise Of The Owls                        |                                                                                                |                                                 |                         |
| 13   | December 2008 | Roads                                  |           | 59         | increpare                    | Rara Racer                              |                                                                                                |                                                 |                         |
| 14   | April 2009    | Advancing wall of doom                 |           | 123        | mrfun/SethR                  | Mind Wall                               |                                                                                                |                                                 |                         |
| 15   | Augusti 2009  | Caverns                                |           | 144        | ChevyRay                     | Beacon                                  |                                                                                                |                                                 |                         |
| 16   | December 2009 | Exploration                            |           | 121        | chuchino                     | Cat Planet                              |                                                                                                |                                                 |                         |
| 17   | April 2010    | Islands                                |           | 204        | xerus                        | Gaiadi                                  |                                                                                                |                                                 |                         |
| 18   | Augusti 2010  | Enemies as weapons                     |           | 172        | invicticide                  | Fail-Deadly                             |                                                                                                |                                                 |                         |
| 19   | December 2010 | Discovery                              |           | 242        | deepnight (Sébastien Bénard) | Time Pygmy                              |                                                                                                |                                                 |                         |
| 20   | April 2011    | It’s dangerous to go alone! Take this! |           | 288        | deepnight (Sébastien Bénard) | Appy 1000mg                             |                                                                                                |                                                 |                         |
| 21   | Augusti 2011  | Escape                                 |           | 599        | Chevy Ray Johnston           | Flee Buster                             | Ian Brock Josh Schonstal Guerin McMurry                                                        | Escape                                          | [ 2 ] [ 3 ] [ 4 ]       |
| 22   | December 2011 | Alone (kitten challenge)               |           | 891        | Pedro Medeiros               | Frostbite                               | Harry Lee Jarrel Seah                                                                          | Midas                                           | [ 5 ] [ 6 ] [ 7 ] [ 8 ] |
| 23   | April 2012    | Tiny world                             |           | 1402       | Tyler Glaiel                 | Fracuum                                 | TurboDindon                                                                                    | Inside My Radio                                 | [ 9 ] [ 10 ]            |
| 24   | Augusti 2012  | Evolution                              |           | 1406       | Nicolas Cannasse             | Evoland                                 | X-0ut                                                                                          | LD24 X0ut                                       | [ 11 ] [ 12 ]           |
| 25   | December 2012 | You are the villain (goat)             |           | 1327       | deepnight (Sébastien Bénard) | Atomic Creep Spawner                    | Free Lives                                                                                     | Ore Chasm                                       | [ 13 ] [ 14 ] [ 15 ]    |
| 26   | April 2013    | Minimalism (potato)                    |           | 2346       | TimTipGames                  | MONO                                    | Mark Foster David Fenn                                                                         | Leaf Me Alone                                   | [ 16 ] [ 17 ]           |
| 27   | Augusti 2013  | 10 seconds                             |           | 2213       | Andrew Shouldice             | Probe Team                              | Graeme Borland                                                                                 | NXTWPN10                                        | [ 18 ] [ 19 ]           |
| 28   | December 2013 | You only get one                       |           | 2064       | Daniël Haazen                | One Take                                | Mark Foster David Fenn Andrew Gleeson                                                          | Titan Souls                                     | [ 20 ] [ 21 ]           |
| 29   | April 2014    | Beneath the surface                    |           | 2497       | Daniel Linssen               | The Sun and Moon                        | Shannon Mason Richard Lems Diane de Wilde                                                      | ScubaBear                                       | [ 22 ] [ 23 ]           |
| 30   | Augusti 2014  | Connected Worlds                       |           | 2538       | PixelMind                    | SuperDimensional                        | Kevin Zuhn Kevin Geisler Chris Stallman Devon Scott-Tunkin                                     | Antbassador                                     | [ 24 ] [ 25 ]           |
| 31   | December 2014 | Entire Game on One Screen              |           | 2637       | Daniel Linssen               | birdsong                                | Simon Larsen Lukas Hansen Frederik Storm                                                       | 90 Second Portraits                             | [ 26 ]                  |
| 32   | April 2015    | An Unconventional Weapon               |           | 2821       | 01010111                     | ＢＥＤ✰ＨＯＧＧ                         | Bogdan Rybak Igor Puzhevich Zi Ye Megan Alcock                                                 | The Rock the Paper and the Scissors             | [ 27 ]                  |
| 33   | Augusti 2015  | You are the Monster                    |           | 2725       | DragonXVI                    | Writhe: The Thing from the Omega Sector | Pietro Ferrantelli Theophile Loaec Augustin Grassien OrikMcFly                                 | Mobs, Inc.                                      | [ 28 ]                  |
| 34   | December 2015 | Growing/two button controls            |           | 2870       | vegapomme27                  | Frank & Stein                           | Big Green Pillow ft Mgaia                                                                      | Slash Quest                                     | [ 29 ]                  |
| 35   | April 2016    | Shapeshift                             |           | 2718       | Daniel Linssen               | windowframe                             | Barney Cumming Dave Lloyd Jon Murphy Paul Dal Pozzo Louis Meyer Adrian Vaughan                 | The Maitre D                                    | [ 30 ]                  |
| 36   | Augusti 2016  | Ancient Technology                     |           | 1912       | No ratings                   | N/A                                     | No ratings                                                                                     | N/A                                             | [ 31 ]                  |
| 37   | December 2016 | One Room                               |           | 2390       | Daniel Linssen               | Walkie Talkie                           | three-way tie: SinclairStrange dustyroom Pietro Ferrantelli                                    | three-way tie: Cancelled Refuge Empty Xenopunch | [ 32 ]                  |
| 38   | April 2017    | A Small World                          | 5065      | 2980       | impbox                       | Smalltrek                               | David Fu Hamdan Javeed Seikun Kambashi                                                         | Honey Home                                      | [ 33 ] [ 34 ]           |
| 39   | Juli 2017     | Running out of Power                   | 5423      | 2355       | Jezzamon                     | VUEL                                    | Linver Ice King                                                                                | Apocalyptic Gamer                               | [ 35 ]                  |
| 40   | December 2017 | The more you have, the worse it is     | 6175      | 2889       | stevenjmiller                | Permanence                              | DDRKirbyISQ Xellaya                                                                            | Samurai Shaver                                  | [ 36 ]                  |
| 41   | April 2018    | Combine two incompatible genres        | 6827      | 3049       | lukbebalduke                 | DUNK EM UP!                             | Pietro Ferrantelli Sylvain Guerrero Robin Chafouin Joachim Leclerc Boris Warembourg            | Dark Soil                                       | [ 37 ]                  |
| 42   | Augusti 2018  | Running out of space                   | 6405      | 3065       | Goutye                       | Reverse                                 | Jonathan Murphy Louis Meyer Adrian Vaughan Kyle Olson Angelo Di Rosa Ben Weatherall Dave Lloyd | The Not Very Golden Age of Piracy               | [ 38 ]                  |
| 43   | December 2018 | Sacrifices must be made                | 5611      | 2515       | adventureislands             | Total Party Kill                        | Hydezeke                                                                                       | F R I E N D G U N                               | [ 39 ]                  |
| 44   | April 2019    | Your life is currency                  | 7855      | 2536       | Skoggy                       | Oink Royale                             | CosmicAdventureSquad rosypenguin Strega tenlki                                                 | Coin-Op Kid                                     | [ 40 ]                  |
| 45   | Oktober 2019  | Start with nothing                     | 5838      | 2613       | Joe Williamson               | World Collector                         | Sheepolution                                                                                   | Lost in Translation                             | [ 41 ]                  |

Notes:
- † — Tävlingen var endast 24 timmar.